# Дмитриевская волость (Фатежский уезд)
Дми́триевская во́лость — административно-территориальная единица, существовавшая в составе Фатежского уезда Курской губернии в 1861—1924 годах. 
Волостным центром было село Дмитриевское (ныне Верхние Халчи).

## География
Располагалась в западной части уезда. Площадь волости по состоянию на 1877 год составляла 21 402 десятины (около 234 км²) — 1 место в уезде. Границы волости неоднократно менялась. По данным начала XX века граничила с Дмитриевским уездом (на западе), Нижнереутской волостью (на севере), Миленинской и Большежировской волостями (на востоке) и Сдобниковской волостью (на юге). По северной части волости проходил почтовый тракт из Фатежа в Дмитриев. Населённые пункты волости располагались, в основном, на реке Усоже и её левых притоках — Руде, Холче, Радубежском ручье и Линчике. Также на территории волости располагалась Холчёвская степь.
В настоящее время территория бывшей волости примерно соответствует юго-востоку Железногорского района, юго-западу Фатежского района и крайнему северо-востоку Курчатовского района Курской области.

## История
Образована в ходе крестьянской реформы 1861 года. К 1877 году северная часть Дмитриевской волости (с. Ольшанец, д. Нижнее Жданово) была передана в состав восстановленной Нижнереутской волости, а южная (д. Мухино, д. Николаевка и другие) — в Сдобниковскую волость. В то же время в Дмитриевскую волость из Рождественской было передано село Шахово. К 1885 году к Дмитриевской волости была присоединена западная часть упразднённой Рождественской волости (с. Солдатское и другие), в Сдобниковскую волость из Дмитриевской была передана д. Шуклино. К концу XIX века из Дмитриевской в Нижнереутскую волость были переданы с. Линец, д. Роговинка, х. Резановка. 
После Октябрьской революции 1917 года на территории волости начали образовываться сельсоветы. В январе 1918 года был создан Дмитриевский волостной исполнительный комитет. С 24 сентября по 14 ноября 1919 года территория волости находилась под контролем Добровольческой армии А. И. Деникина. Упразднена 12 июня 1924 года при укрупнении волостей путём включения в состав Алисовской волости Курского уезда.

## Состав волости
По состоянию на 1877 год волость включала 25 сельских обществ, 27 общин, 27 населённых пунктов. Ниже представлен список наиболее значимых населённых пунктов:
| №  | Населённый пункт       | Тип населённого пункта |
| -- | ---------------------- | ---------------------- |
| 1  | Дмитриевское-на-Холчах | село, администр. центр |
| 2  | Верхние Халчи          | деревня                |
| 3  | Гнездилово             | село                   |
| 4  | Линец                  | село                   |
| 5  | Нижние Халчи           | деревня                |
| 6  | Поздняково             | деревня                |
| 7  | Радубеж                | село                   |
| 8  | Роговинка              | деревня                |
| 9  | Фатьяновка             | деревня                |
| 10 | Шахово                 | село                   |

К 1914 году список населённых пунктов волости выглядел следующим образом:
| №  | Населённый пункт       | Тип населённого пункта |
| -- | ---------------------- | ---------------------- |
| 1  | Дмитриевское-на-Холчах | село, администр. центр |
| 2  | Алисово                | село                   |
| 3  | Бунино                 | деревня                |
| 4  | Верхнее Жданово        | деревня                |
| 5  | Гнездилово             | село                   |
| 6  | Журавинка              | деревня                |
| 7  | Клюшниково             | деревня                |
| 8  | Любимовка              | деревня                |
| 9  | Нижние Халчи           | деревня                |
| 10 | Пилюгинка              | деревня                |
| 11 | Подымовка              | деревня                |
| 12 | Поздняково             | деревня                |
| 13 | Радубеж                | село                   |
| 14 | Роговинка              | деревня                |
| 15 | Солдатское             | село                   |
| 16 | Суходол                | село                   |
| 17 | Фатьяновка             | деревня                |
| 18 | Шахово                 | село                   |
| 19 | Шуклино                | село                   |

Также в состав волости в разное время входили следующие населённые пункты: Колупаевка, Мухино, Надежденка, Нижнее Жданово, Николаевка, Ольшанец, Толстовка, Троицкое-на-Прутах и другие.

## Волостные старшины
Список неполный:
- Семён Абрамов Голубков (1864 год)[8]
- Михаил Васильевич Шпинев (19 мая 1883 года — после 1916 года)[9][10]